# رندوری
رندوری (ژاپنی: 乱取り هپبورن: Randori) اصطلاحی است که در هنرهای رزمی ژاپنی برای توصیف تمرین آزاد (مبارزه آزاد) استفاده می‌شود. این اصطلاح به تمرینی اشاره دارد که در آن توری (ژاپنی: 取り هپبورن: tori) فن را به‌طور تصادفی (ژاپنی: 乱 هپبورن: ran) بر روی سلسله‌ای از حملات اوکه اعمال می‌کند.
مفهوم واقعی رندوری بسته به هنر رزمی‌ای که در آن استفاده می‌شود متفاوت است. در جودو، جوجوتسو و شودوکان آیکیدو، این اصطلاح اغلب به معنی مبارزه یک به یک است که در آن شرکا سعی می‌کنند در برابر فنون یکدیگر مقاومت کرده و آنها را خنثی کنند. در سبک‌های دیگر آیکیدو، به ویژه آیکیکای، رندوری به نوعی تمرین اشاره دارد که در آن یک آیکیدوکا تعیین‌شده باید در برابر چندین مهاجم به صورت متوالی دفاع کند بدون اینکه بداند چگونه یا به چه ترتیبی مورد حمله قرار خواهد گرفت.

## در ژاپن
این اصطلاح در دوجوهای آیکیدو، جودو و جوجیتسو برزیلی خارج از ژاپن استفاده می‌شود. در ژاپن، این نوع تمرین تانینزو-گاکه (ژاپنی: 多人数掛け هپبورن: taninzu-gake) نامیده می‌شود که به معنای «حمله‌کنندگان متعدد» است.

## در جودو
این اصطلاح توسط کانو جیگورو، بنیان‌گذار جودو، در سخنرانی‌اش در بازی‌های المپیک ۱۹۳۲ لس‌آنجلس توضیح داده شد: «رندوری، به معنای «تمرین آزاد»، تحت شرایط مسابقه واقعی تمرین می‌شود. این شامل پرتاب کردن، خفه کردن، نگه‌داشتن حریف بر زمین، و خم کردن یا پیچاندن بازوها می‌باشد. دو مبارز می‌توانند از هر روشی که می‌خواهند استفاده کنند، به شرطی که به یکدیگر آسیبی نرسانند و قوانین جودو را دربارهٔ آداب و رسوم که برای کارکرد صحیح آن ضروری هستند، رعایت کنند.»
دو نوع رندوری وجود دارد.

## در آیکیدو
معمولاً یک یا چند مهاجم به سرعت به سمت توری (فرد مدافع) هجوم می‌آورند و سعی می‌کنند هر دو آرنج او را بگیرند. هدف توری انجام سریع تای ساباکی و اجتناب از آسیب رساندن به مهاجمان تا حد ممکن است؛ بنابراین، توری مشت نمی‌زند بلکه سعی می‌کند از حملات اجتناب کند یا مهاجمان را پرتاب کند. در برخی از سبک‌های آیکیدو، حمله و فنون به‌کاررفته آزاد است، به شرطی که اصول آیکیدو را رعایت کنند.

## در کاراته
اگرچه در کاراته کلمه کومیته معمولاً برای مبارزه استفاده می‌شود، برخی از مدارس نیز از اصطلاح «رندوری» برای اشاره به «مبارزهٔ ساختگی» استفاده می‌کنند که در آن هر دو کاراته‌کا با سرعت حرکت می‌کنند، حملات را دفع کرده و با هر چهار اندام (شامل زانوها و آرنج‌ها) حمله می‌کنند. در این مدارس، تفاوت بین رندوری و کومیتِه این است که در رندوری، حرکت با اعمال یک فن موفق قطع نمی‌شود. (که به آن جو کومیتِه یا مبارزه نرم نیز گفته می‌شود)

## در نینجوتسو
رندوری همچنین در نینجوتسو بوجینکان تمرین می‌شود و معمولاً زمانی که کارآموز به سطح «شودان» می‌رسد، به او معرفی می‌شود. در نینجوتسو، رندوری کارآموز را در موقعیتی قرار می‌دهد که مسلح یا غیرمسلح است و توسط چندین مهاجم مورد حمله قرار می‌گیرد.